# Austin Stoker
Austin Stoker (7. října 1930 Port of Spain – 7. října 2022) byl trinidadsko-americký herec, známý pro svou roli poručíka Ethana Bishopa z filmu Johnyho Carpentera Přepadení 13. okrsku. Jednalo se o jednu z mála hlavních rolí amerických akčních filmů 70. let 20. století, ve kterých vystupoval afroamerický herec.

## Životopis a kariéra
Stoker se narodil v hlavním městě ostrovního státu Trinidad a Tobago Port of Spain. Za svou kariéru se objevil i v několika filmech žánru blaxploitation, ve kterých ztvárnil většinou policisty. Dále se objevil například i ve filmech Abby (1974), Combat Cops (1974) a Sheba, Baby (1975), kde si zahrál milence Pam Grierové. Ztvárnil role ve filmech Bitva o Planetu opic (1973), Ďábelská bestie (1974), Letiště 1975 (1974) a Victory at Entebbe (1976) a také v televizní minisérii z roku 1977 Kořeny.
Mimo jiné je znám také díky béčkovému filmu z roku 1982 Time Walker, ve kterém si zahrál postavu doktora Kena Melrose. Film se objevil i v jedné z epizod pořadu Mystery Science Theater 3000.

## Filmografie
- Bitva o Planetu opic (1973) jako Bruce MacDonald
- Ďábelská bestie (1974) jako poručík Bozeman
- The Get-Man (1974) jako poručík Frank Savage
- Letiště 1975 (1974) jako seržant letectva
- Abby (1974) jako detektiv Cass Potter
- Sheba, Baby (1975) jako Brick Williams
- Přepadení 13. okrsku (1976) jako poručík Ethan Bishop
- Victory at Entebbe (1976) jako doktor Ghota
- Time Walker (1982) jako doktor Ken Melrose
- A Girl to Kill For (1990) jako strážce číslo 1
- Vražedné intriky (1999) jako člen ochranky
- Mach 2 (2000) jako Edwards
- Between the Lines (2006) jako Charles
- Machete Joe (2010) jako Raymond Sinclair
- Give Til It Hurts (2015) jako Reverend Bishop
- Descention (2016) jako bratr Malcolm
- Surge of Power: Revenge of the Sequel (2016) jako on sám
- Shhhh (2017) jako Dave